# Noşratābād (ort i Sistan och Baluchistan)
Noşratābād är en ort i Iran.   Den ligger i provinsen Sistan och Baluchistan, i den östra delen av landet, 1 000 km sydost om huvudstaden Teheran. Noşratābād ligger 1 112 meter över havet och antalet invånare är 4 182.
Terrängen runt Noşratābād är varierad. Noşratābād ligger nere i en dal. Runt Noşratābād är det glesbefolkat, med 18 invånare per kvadratkilometer. Det finns inga andra samhällen i närheten. Trakten runt Noşratābād är ofruktbar med lite eller ingen växtlighet.